# Classe Neptuno
La classe Neptuno était une classe de sous-marins de la marine portugaise.
Les sous-marins ont été construits en 1940 en Angleterre, ils faisaient partie du troisième groupe de la classe S britannique. Ils ont été acquis en 1948 par la marine portugaise auprès de la Royal Navy, complétant et remplaçant progressivement les sous-marins de classe Delfim, déjà de provenance britannique, en service depuis 1934. Ces sous-marins formaient la troisième escadrille de sous-marins de la marine portugaise. Les trois sous-marins ont été baptisés de noms liés à la mer, ayant la lettre N pour initiale.
À leur tour, les sous-marins de classe Neptuno ont été remplacés entre 1967 et 1969 par les sous-marins de classe Albacora.

## Navires de la classe
| Pennant number | Nom         | Mise en service au Portugal | Retrait du service | Observations            |
| -------------- | ----------- | --------------------------- | ------------------ | ----------------------- |
| S 160          | NRP Narval  | 1948                        | 1969               | ex-HMS Spur (P265)      |
| S 161          | NRP Náutilo | 1948                        | 1969               | ex-HMS Saga (P257)      |
| S 162          | NRP Neptuno | 1948                        | 1967               | ex-HMS Spearhead (P263) |